# فريدريش لايتنر
فريدريش لايتنر (بالألمانية: Friedrich Leitner)‏ (و. 1874 – 1945 م) هو اقتصادي، وأستاذ جامعي من ألمانيا، والنمسا، ولد في فيينا، توفي في برلين، عن عمر يناهز 71 عاماً.